# Класупс, Карлис
Карлис Класупс (латыш. Kārlis Klāsups; 1 июля 1922, Латвия, Елгавский уезд, Залениекская волость - 1 августа, 1991, Рига) — латвийский и советский шахматист, победитель чемпионата Латвии по шахматам 1959 года.

## Карьера шахматиста
Карлис Класупс участвовал в финалах чемпионата Латвии по шахматам 12 раз. Уже в своем дебюте в 1950 году он занял третье место, а в 1955 году повторил этот успех.
В 1959 году Карлис Класупс добивается самого большого успеха в своей карьере шахматиста - вместе с Петерисом Кампенусом он делит первое место в чемпионате Латвии по шахматам, а в дополнительном матче одерживает трудную победу - 4:3.
Карлис Класупс также участвовал в предварительных стадиях чемпионатов СССР по шахматам: в зональном турнире в Вильнюсе в 1955 году и в полуфинале в 1959 году, но сыграл там ниже своих возможностей.
Также Карлис Класупс представлял сборную Латвии в командном первенстве СССР в Ворошиловграде в 1955 году, где занял почетное третье место на шестой доске (+2 −1 =6).

## Личная жизнь
Карлис Класупс работал крановщиком в порту города Риги. Из-за ухудшения здоровья в начале шестидесятых годов он был вынужден оставить шахматы. Последние годы жил уединённо, и  его точная дата смерти долгое время не была известна шахматной общественности Латвии.